# Nazar (film)
Pour plus de détails, voir Fiche technique et Distribution.
Nazar est un film indien réalisé par Mani Kaul, sorti en 1990. C'est l'adaptation de la nouvelle La Douce de Dostoïevski.

## Fiche technique
- Titre français : Nazar
- Réalisation : Mani Kaul
- Scénario : Mani Kaul et Sharmistha Mohanty d'après La Douce  de Fiodor Dostoïevski
- Chef opérateur : Piyush Shah
- Pays de production :  Inde
- Format : couleurs - 35 mm - mono
- Genre : drame
- Durée : 124 minutes
- Date de sortie : 1990

## Distribution
- Shekhar Kapur : l'antiquaire
- Shambhavi Kaul : la femme de l'antiquaire
- Surekha Sikri : Bua
- A.A. Baig :
- Asha Dandavate :